# 前田綾花
前田 綾花（まえだ あやか、1983年8月18日 - ）は、日本の元女優。兵庫県加古川市出身、堀越高等学校卒業。所属事務所はBreath→OFFICE BLUE→Zeal associates。

## 来歴
前田綾花として、1998年冬、自主製作映画『シンプルライフシンドローム』（荒木スミシ製作）の出演者オーディションに参加、合格して女優デビュー。同作はグランドホテル形式を意識した作品で、阪神・淡路大震災を体験した何人かの若者の青春群像であり、主人公のひとりを演じる。
同年、ファッション誌『ニコラ』で、読者モデルとしての撮影予定だったところを編集者に「専属モデルにならないか?」と持ちかけられ、綾花（あやか）の芸名で専属モデルデビューした。
2000年の映画『閉じる日』（行定勲監督の劇場用映画2作目）の演技で注目を浴びた。
また、テレビドラマでは2004年の東海テレビ製作の昼ドラ『愛のソレア』に主演した。CMでは同年の『ほのぼのレイク』で、曙に肩車をされる女の子を演じた。主に自主製作映画を中心に出演していた。
特技は三味線・琴演奏、民謡、生け花。趣味は読書、料理。
2011年に結婚し、この頃より女優活動が見られなくなり、明言はしていないが実質的な引退状態となった。2017年6月23日に5月に離婚した事を公式ブログで発表した。その後はブログの更新も停滞している。

## 主な出演作品

### 映画
- シンプルライフシンドロームファイナル（1999年、監督製作脚本：荒木スミシ） - トモゾエスミカ 役
- 閉じる日（2000年、監督：行定勲） - 杉田悠里 役
- 天使の火遊び（2001年7月、監督：じんのひろあき） - ウサギ 役（主演）[1]
- GO（2001年9月、監督：行定勲）
- PERFECT BLUE 夢なら醒めて…（2002年8月、原作：竹内義和 監督：サトウトシキ ※アニメ『パーフェクトブルー』の別エピソード『夢なら醒めて…』の映画化作品） - 浅香アイ 役（主演）
- Summer Nude （2003年、監督：飯塚健） - 渡久地多香子 役
- Border Line （2003年6月、監督：李相日） - 上原はるか 役
- リボルバー 青い春（2003年8月、監督：渡辺武） - ミドリ役
- 油断大敵（2004年1月、監督：成島出） - 関川美咲 役
- 自殺マニュアル（2004年、監督：福谷修） - 熊谷ななみ 役
- 2番目の彼女（2004年11月、監督：大森美香） - 千葉ゆきの 役（主演）
- L'amant ラマン（2005年1月、監督：廣木隆一） - 柄谷涼子 役
- 最後の晩餐（2005年1月、監督：福谷修） - 小川ルミ 役
- 真夜中の弥次さん喜多さん（2005年、監督：宮藤官九郎） - 小町 役
- カスタムメイド10.30（2005年10月、監督：ANIKI） - アサコ 役
- 怪談新耳袋 劇場版 幽霊マンション（2005年、監督：吉田秋生 (ドラマ演出家)） - 愛 役
- 渋谷怪談 THE リアル都市伝説（2006年1月、監督：福谷修）
- iRume－射る眼－（2006年） - R 役
- 龍が如く 〜序章〜（監督：宮坂武志） - 澤村由美 役
- 転生-TENSEI- （2006年、監督：元木隆史） - 三上遥 役（主演）
- 怖来〜furai（2006年8月、監督：藤井秀剛、ネットシネマ.TV） - 梅澤由実 役（主演）
- ストロベリーショートケイクス（2006年9月、監督：矢崎仁司） - ミチル 役
- ボーイ・ミーツ・プサン（2006年、監督：武正晴） - ワカナ 役
- ありがとう（2006年11月、監督：万田邦敏） - 古市洋子 役
- コトリタチノ楽園（2006年12月、監督：毛利安孝） - アサキ 役（主演）
- AKIBA（2006年12月、監督：小沼雄一） - カナコ 役（主演）
- 不破戒 （2007年、監督：片桐絵梨子） - めめ 役（主演）
- 宇宙のはじまりとおわり（2007年10月、監督：矢部浩也） - 由美 役（主演）
- わたしが沈黙するとき（2007年、監督：山本兵衛） - 恭子 役（主演）
- 世界の果て（2008年）
- むずかしい恋（2008年、監督：益子昌一） - 二宮マリ 役
- オンナゴコロ（2009年、監督：松田礼人） - アコ役（主演）
- 超夜明け（2010年、監督：森岡龍）- （主演）
- クリスマスの夜空に（2010年、監督：宇賀那健一）

### ウェブシネマ
- クック・ミー・ソフトリー（2005年、監督：倉持健一　ネットシネマ.tv） - ミキ 役

### テレビドラマ
- チェンジ! 最終話（1998年12月14日、テレビ朝日）
- 天国のKiss（1999年7月12日 - 9月13日、テレビ朝日）
- 東京爆弾 Neo Tokyo Twilight Zone（2000年7月3日、WOWOW）
- ボーイッシュ・ジェネレーション（2003年、BSフジ）
- 愛のソレア 第1話 - 第18話（2004年9月27日 - 10月21日、東海テレビ・フジテレビ系） - 須藤美保 役（第1部・第2部主演）
- 連続ドラマW CO 移植コーディネーター 第3話（2011年4月3日、WOWOW）
- ダーティ・ママ! 第4話（2012年1月31日、日本テレビ） - 加藤奈枝 役

### ゲーム
- グランディアIII（2005年8月4日） - ヘクト 役

### CM
- 資生堂「マシェリ」（2001年2月）
- グリコ「プリッツ」（2003年5月）
- カルビー「じゃがりこ」（2004年3月）
- GEコンシューマー・ファイナンス「ほのぼのレイク」（2004年4月）
- パチンコ・コンコルド「コンコルドへの道」（2007年）
- パチンコ・コンコルド「娯楽仮面コンケルド」（2008年7月 - 2010年7月）

## 書籍

### 雑誌
- ニコラ 専属モデル（1998年4月 - 2000年8月）